# Peziza subisabellina
Peziza subisabellina är en svampart som beskrevs av P. Blank, Häffner & Hohmeyer 1993. Peziza subisabellina ingår i släktet Peziza och familjen Pezizaceae.   Inga underarter finns listade i Catalogue of Life.